# The Southern Harmony and Musical Companion
The Southern Harmony and Musical Companion é o segundo álbum da banda estadunidense de blues-rock do The Black Crowes, lançado em 12 de maio de 1992. Foi o primeiro registro da banda com Marc Ford na guitarra, substituindo Jeff Cease, que foi demitido no ano anterior.

## Faixas
Todas as canções foram escritas por Chris Robinson e Rich Robinson, exceto onde indicado.
1. "Sting Me" – 4:39
2. "Remedy" – 5:22
3. "Thorn in My Pride" – 6:03
4. "Bad Luck Blue Eyes Goodbye" – 6:28
5. "Sometimes Salvation" – 4:44
6. "Hotel Illness" – 3:59
7. "Black Moon Creeping" – 4:54
8. "No Speak No Slave" – 4:01
9. "My Morning Song" – 6:15
10. "Time Will Tell" (Bob Marley) – 4:08

### Faixas bônus
1. "Sting Me (Slow)" – 5:48
2. "99 lbs." (Don Bryant) – 4:18

### Faixa bônus japonesa
1. "Shake 'Em on Down" - Live